# موزه هنر چیچو
موزه هنر چیچو (به انگلیسی : chichu art museum)که در لغت به معنای موزه هنر در زمین است، یک موزه هنر مدرن منحصر به فرد است که در جزیره هنری نوشیما در ژاپن واقع شده است.
موزه هنر چیچو در سال 2004 به عنوان مکانی برای بازنگری در رابطه بین طبیعت و مردم ساخته شد. این موزه بیشتر در زیر زمین ساخته شد تا از تأثیرگذاری بر مناظر طبیعی زیبای دریای داخلی ستو جلوگیری کند. آثار هنری کلود مونه، جیمز تورل و والتر دی ماریا هستند. در این ساختمان که توسط تادائو آندو طراحی شده است،  علیرغم اینکه عمدتاً زیرزمینی است، نور طبیعی فراوانی را به داخل می‌دهد که ظاهر آثار هنری و  خود فضا را با گذشت زمان در طول روز و در تمام طول روز تغییر می‌دهد.
در کل خود موزه را را می‌توان به‌عنوان یک اثر هنری بسیار بزرگ مشاهده کرد.تلاقی بین سادگی بودایی و بروتالیسم مدرنیستی، از منظر هوایی، چیچو مانند مجموعه ای از گودال های بتنی با شکل عجیب و غریب به نظر می رسد که در تپه ای با شیب ملایم و چمن بریده شده اند.
معمار، تادائو آندو، به دلیل کنترل ماهرانه اش بر نور طبیعی شناخته شده است، و قدم زدن در چیچو به معنای آغاز سفری اکتشافی است که در آن نادیده گرفته ترین عنصر - نور روز - هم حالتی از دگرگونی و هم شیء است. در نوع خود شگفت انگیز است
حتی قبل از فاصله‌گذاری اجتماعی، چیچو تعداد بلیت‌های فروخته شده را محدود می‌کرد. هنگامی که وارد می‌شوید، محدودیت‌هایی در مورد تعداد افراد می‌توان در اتاق‌های خاص و گاهی اوقات، مدت زمانی که می‌توانید در آنجا سپری کنید وجود دارد. عکس‌برداری مجاز نیست، و سکوت تشویق می‌شود.

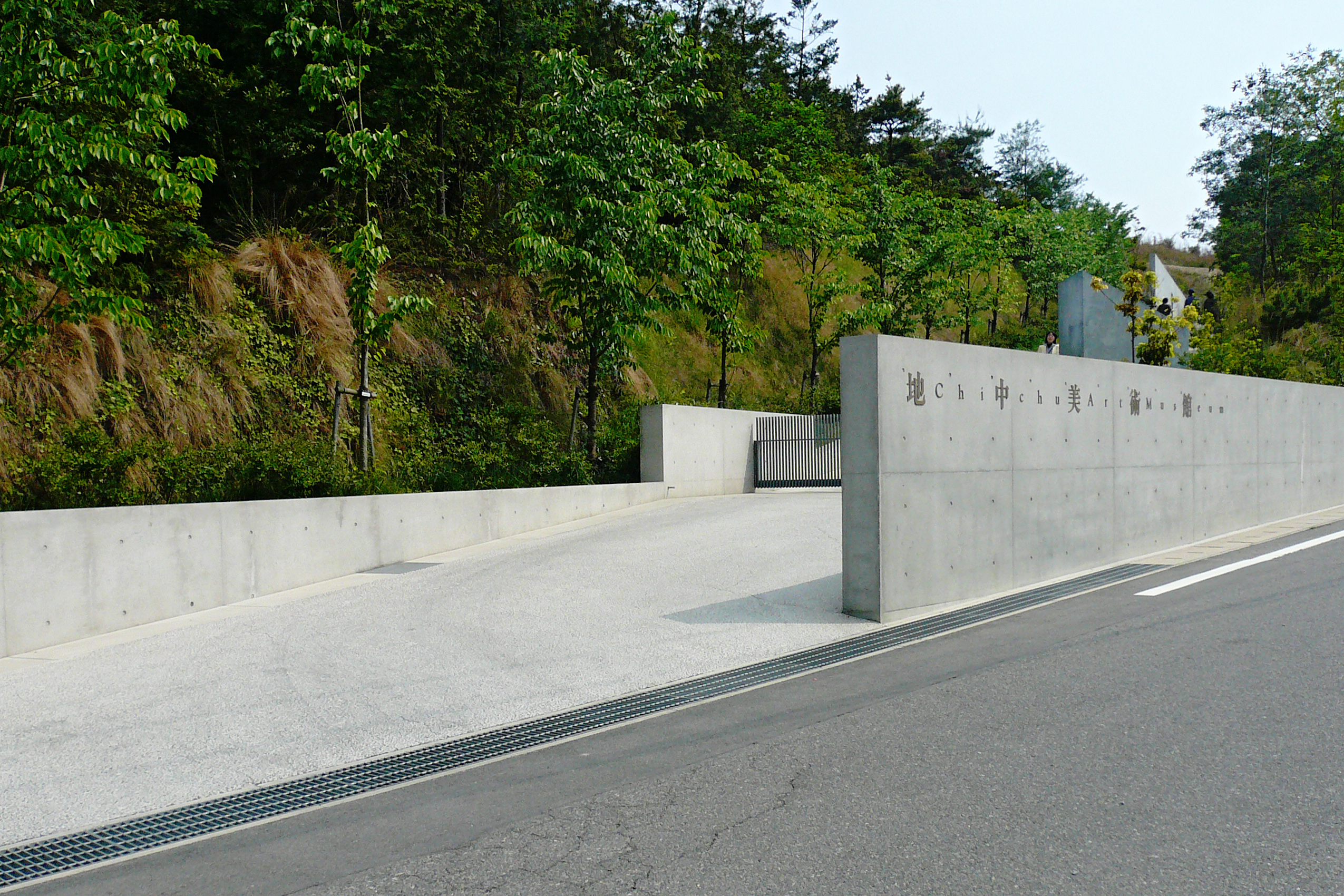

## پیشینه
ناوشیما جزیره ای کوچک با 3400 نفر سکنه و 14.22 کیلومتر مربع مساحت است.
که متعلق است به استان کاگاوا، شمالی ترین استان از چهار استان جزیره شیکوکو
در قلمرو اداری ژاپن. زمانی که ناوشیما از نظر اقتصادی در حال شکوفایی بود
میتسوبیشی در سال 1917 یک کارخانه ذوب مس تاسیس کرد، اما به شدت آلوده شد.
ضایعات فلزات سنگین به عنوان یک کارخانه تصفیه پسماند صنعتی تا دهه 1980 مورد استفاده قرار می گرفت .در نتیجه جزیره که نشاط خود را از دست داد.
دولت های محلی و شهروندان برای احیای جزیره متروکه. در سال 1989s،
یک شرکت انتشاراتی و آموزشی ژاپنی که در یک مرکز فرهنگی و هنری برای
این جزیره با این هدف که «جزایر را که توسط انسان ویران شده زیبا کنند
»این جزیره را احیا کردند.

## آثار نمایش داده شده

### والتر د ماریا
"زمان / بی زمان / بدون زمان"، 2004 - گرانیت، چوب ماهون، ورق طلا، بتن"

### کلود مونه
"نیلوفرهای آبی، 1914–1917 – رنگ روغن روی بوم، 200×200 سانتی متر"
"نیلوفرهای آبی، بازتاب بیدهای گریان، 1916–1919 – رنگ روغن روی بوم، 100×200 سانتی متر"
"حوض نیلوفر آبی" 1917-1919 - رنگ روغن روی بوم، 100×200 سانتی متر
«حوض نیلوفر آبی» حدود 1915–1926 – رنگ روغن روی بوم، دوقطبی، هر قسمت: 200×300 سانتی متر

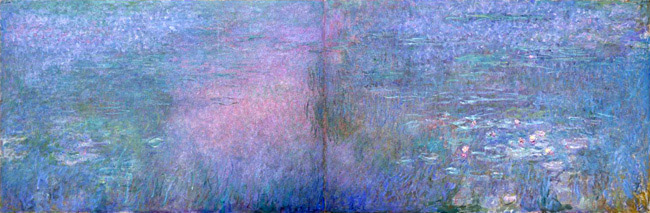

### جیمز تورل
"افروم، آبی کمرنگ"، 1968 - پروژکتور
"میدان باز"، 2000 - نور فلورسنت، لوله نئون
"آسمان باز "," 2004 - LED، لامپ زنون